# Coracina lineata
Lagarteiro-barrado (Coracina lineata) é uma espécie de ave da família Corvidae.
Pode ser encontrada nos seguintes países: Austrália, Indonésia, Papua-Nova Guiné e Ilhas Salomão.